# Illicit Affairs
«Illicit Affairs» (стилизовано строчными буквами) — песня американской певицы и автора-исполнителя Тейлор Свифт из её восьмого студийного альбома Folklore, который был выпущен 24 июля 2020 года на лейбле Republic Records. Трек написан и спродюсирован Свифт и Джеком Антоноффом, а Джо Элвин указан в качестве сопродюсера. «Illicit Affairs» — это фолк-песня о любви под акустическую гитару, описывающая неверность рассказчика, желающего сохранить свои обманчивые отношения.
В рецензиях на Folklore критики хвалили песню за то, что она, по их мнению, является хорошо написанным рассказом о неверности. В коммерческом плане песня «Illicit Affairs» заняла 44-е место в американском чарте Billboard Hot 100 и вошла в чарты Австралии, Канады, Португалии, Сингапура и Великобритании. Песня получила платиновый и серебряный сертификаты Австралии и Великобритании, соответственно. Песня была включена в альбом Folklore: The Long Pond Studio Sessions (2020), а Свифт включила её в регулярный сет-лист тура Eras Tour (2023—2024).

## Предыстория и композиция
Американская певица и автор-исполнитель Тейлор Свифт задумала свой восьмой студийный альбом Folklore (2020) как плод мифопоэтических образов, возникших в её сознании в результате того, что её воображение «разгулялось» во период изоляции во время пандемии COVID-19. В качестве продюсера она привлекла Джека Антоноффа, работавшего над тремя её предыдущими студийными альбомами. Свифт написала и спродюсировала четыре песни с Антоноффом, включая «Illicit Affairs»; английский актёр Джо Элвин был указан в качестве сопродюсера трека.
Он был записан Лаурой Сиск в студии Kitty Committee в Лос-Анджелесе. Инструменты были записаны на студиях Hook and Fade и Rough Customer Studio в Бруклине, а также на Pleasure Hill Recording в Портленде, штат Мэн. Микшированием трека занимался Сербан Генеа в Mixstar Studios в Вирджинии-Бич, штат Вирджиния, а мастерингом — Рэнди Меррилл в Sterling Sound в Нью-Йорке. «Illicit Affairs» — это фолк-песня о любви, движимая акустической гитарой. Длительностью три минуты и десять секунд, это самый короткий трек на Folklore. В производстве использованы электрогитары, живые барабаны, бас, клавишные, аккордеон, саксофоны, педальная слайд-гитара, струнные и горны. Свифт повышает голос на октаву в конце каждой строки. Аллер Нусс из Entertainment Weekly и Эллен Джонсон из Paste считают, что песня тяготеет к инди-фолку; последняя выразила мнение, что она похожа на американского певца и автора-исполнителя Джастина Вернона.
Как и многие композиции альбома Folklore, «Illicit Affairs» основана на вымышленном повествовании с воображаемыми сюжетными линиями и персонажами; некоторые критики писали, что песня посвящена «тайной романтике». Лирика рассказывает историю неверности о неверной рассказчице, которая хочет продолжить свои обманные отношения. Она описывает детали сохранения отношений и рассказывает о них шёпотом, как о секретах: («Скажи друзьям, что ты уходишь на пробежку / Ты будешь раскрасневшейся, когда вернёшься») («Tell your friends you’re out for a run / You’ll be flushed when you return»). В песне звучат темы измены: («Иди по дороге, по которой меньше ходят / Скажи себе, что всегда можешь остановиться / То, что началось в красивых комнатах / Заканчивается встречами на парковках»)(«Take the road less travelled by / Tell yourself you can always stop / What started in beautiful rooms / Ends with meetings in parking lots»)..
В кульминации рассказчик сожалеет о любви и разрывает отношения: («Не называй меня ребёнком / Не называй меня малышкой […] Посмотри на этот забытый богом беспорядок, который ты мне устроил»)(«Don’t call me kid / Don’t call me baby […] Look at this godforsaken mess that you made me»). В конце концов она успокаивает себя в финальной строке: («Ради тебя я готова разрушить себя […] Миллион раз») («For you, I would ruin myself […] A million little times»). Песня заканчивается внезапно, без финального припева.
В рецензии на Pitchfork Джилл Мэйпс отметила, что лирика, продиктованная перспективами, «говорит о многом» в эволюции Свифт как автора песен. Для Rolling Stone Энджи Мартоксио сравнила лирическое повествование с песней Фиби Бриджерс «Savior Complex» (2020), и считает, что песня «немного глубже».

## Релиз и выступления
Folklore был выпущен 24 июля 2020 года на лейбле Republic Records. В трек-листе «Illicit Affairs» занимает 10 место из 16 треков.
После выхода альбома Свифт записала песню «Illicit Affairs» для фильма Disney+ Folklore: The Long Pond Studio Sessions и его концертного альбома 25 ноября 2020 года.
Роб Шеффилд из Rolling Stone назвал эту запись «окончательной версией» и считает, что она «намного превосходит студийный оригинал».
В марте 2023 года Свифт отправилась в свой шестой концертный тур Eras Tour, посвящённый её дискографии. Тур состоял из десяти номеров, включая сет Folklore, где она исполнила песню «Illicit Affairs». Свифт напевала рок-версию бриджа песни. Журналисты описали выступление как «мощное», «бесстрастное» и «вокально поразительное».

## Отзывы
Песня «Illicit Affairs» получила положительные отзывы от большинства музыкальных критиков. В рецензиях на Folklore критики в основном обсуждали песню «Illicit Affairs» в связи с её текстом и авторством Свифт. Некоторые отметили её как изюминку альбома. Мэйпс написал, что в песне «самая нежная, сахаристая история любви» в альбоме, а Марточчио и Ройсин О’Коннор из The Independent похвалили авторство Свифт за то, как хорошо она описывает нечестные отношения. Аарон Десснер, соавтор и продюсер некоторых песен Folklore, назвал «Illicit Affairs» «великолепной» песней и счёл её демонстрацией многогранности Свифт и её силы как автора песен. Автор The Los Angeles Times Джоди Розен сочла её текст о неверности более сложным, чем другие песни Свифт на ту же тему. Илана Каплан из British Vogue сочла песню продолжением «Getaway Car» из альбома 2017 года Reputation, а Крис Уиллман из Variety провёл сравнение между треками и сказал, что в ней «меньше катарсиса […], но столько же „острой мудрости“».

## Чарты
| Чарт (2020)                         | Высшая позиция |
| ----------------------------------- | -------------- |
| Австралия (ARIA)                    | 23             |
| Канада (Billboard Canadian Hot 100) | 33             |
| Португалия (AFP)                    | 131            |
| Сингапур (RIAS)                     | 16             |
| Великобритания (UK Streaming Chart) | 41             |
| США (Billboard Hot 100)             | 44             |
| США Rolling Stone Top 100           | 13             |

## Сертификации
| Регион                                                                      | Сертификация | Продажи |
| --------------------------------------------------------------------------- | ------------ | ------- |
| Австралия (ARIA)                                                            | Платиновый   | 70 000  |
| Великобритания (BPI)                                                        | Серебряный   | 200 000 |
| Данные о продажах + прослушиваниях приведены только на основе сертификации. |              |         |

### Комментарии
1. 1 2  В примечаниях к альбому Folklore в качестве продюсеров указаны только Свифт и Антонофф. Академия звукозаписи США признала Элвина сопродюсером трека после того, как Folklore получил премию «Альбом года» на 63-й ежегодной церемонии вручения премии «Грэмми»[4].
2. ↑  Приписывается Крису Уиллману из Variety[17], Саре Карсон из i[28] и Джону Вольмахеру из Beats Per Minute[29].